# Орлов, Янина
Янина Орлов (швед. Janina Orlov; род. 10 февраля 1955, Хельсинки) — финская шведоязычная переводчица, профессор Стокгольмского университета.

## Биография
Родилась в 1955 году в Хельсинки.
В 2005 году получила степень доктора философии по русской литературе и русскому языку в Академии Або, защитив диссертацию по произведению А. С. Пушкина «Сказка о царе Салтане».
В настоящее время является профессором Стокгольмского университета. Переводит с финского и шведского языков на русский и с русского на шведский (Софи Оксанен, Андрей Геласимов, Нина Садур и др.)
В 2016 году награждена высшей наградой Финляндии для деятелей искусства — медалью «Pro Finlandia».
В 2022 году награждена премией Шведской академии «Финляндия».
Живёт в Стокгольме.

## Семья
- Муж — Ульф Старк (12 июля 1944 — 13 июня 2017), шведский детский писатель[4].